# Рівер-Бенд (Північна Кароліна)
Рівер-Бенд (англ. River Bend) — місто (англ. town) в США, в окрузі Крейвен штату Північна Кароліна. Населення — 2902 особи (2020).

## Географія
Рівер-Бенд розташований за координатами 35°4′8″ пн. ш. 77°9′0″ зх. д. / 35.06889° пн. ш. 77.15000° зх. д. (35.068909, -77.149927).  За даними Бюро перепису населення США в 2010 році місто мало площу 7,13 км², з яких 6,50 км² — суходіл та 0,63 км² — водойми.

## Демографія
Згідно з переписом 2010 року, у місті мешкало 3119 осіб у 1414 домогосподарствах у складі 938 родин. Густота населення становила 438 осіб/км².  Було 1577 помешкань (221/км²).
Расовий склад населення:
| - 88,2 % — білих - 8,6 % — чорних або афроамериканців - 1,0 % — азіатів - 0,4 % — корінних американців - 0,1 % — вихідців з тихоокеанських островів |

До двох чи більше рас належало 1,3 %. Частка іспаномовних становила 2,6 % від усіх жителів.
За віковим діапазоном населення розподілялося таким чином: 13,5 % — особи молодші 18 років, 49,2 % — особи у віці 18—64 років, 37,3 % — особи у віці 65 років та старші. Медіана віку мешканця становила 56,8 року. На 100 осіб жіночої статі у місті припадало 90,9 чоловіків;  на 100 жінок у віці від 18 років та старших — 88,0 чоловіків також старших 18 років.
Середній дохід на одне домашнє господарство  становив 80 529 доларів США (медіана — 56 504), а середній дохід на одну сім'ю — 90 043 долари (медіана — 61 097). За межею бідності перебувало 7,2 % осіб, у тому числі 15,4 % дітей у віці до 18 років та 2,5 % осіб у віці 65 років та старших.
Цивільне працевлаштоване населення становило 1144 особи. Основні галузі зайнятості: освіта, охорона здоров'я та соціальна допомога — 20,0 %, публічна адміністрація — 13,5 %, мистецтво, розваги та відпочинок — 13,5 %.